# Smittia alpilonga
Smittia alpilonga is een muggensoort uit de familie van de dansmuggen (Chironomidae). De wetenschappelijke naam van de soort is voor het eerst geldig gepubliceerd in 2000 door Rossaro & Lencioni.